# Łomnica (powiat siedlecki)
Łomnica – wieś w Polsce położona w województwie mazowieckim, w powiecie siedleckim, w gminie Wodynie. Ma status sołectwa.
Wierni Kościoła rzymskokatolickiego należą do parafii Nawiedzenia Najświętszej Maryi Panny w Seroczynie. W Łomnicy znajduje się kapliczka z figurką Matki Bożej.
Wieś szlachecka położona była w drugiej połowie XVI wieku w powiecie garwolińskim  ziemi czerskiej województwa mazowieckiego. W latach 1975–1998 miejscowość należała administracyjnie do województwa siedleckiego.
Przez wieś przebiega droga wojewódzka nr 803 Siedlce - Stoczek Łukowski i droga gminna do Jedliny.
12 września 1939 żołnierze Wehrmachtu dokonali zbrodni na mieszkańcach wsi. Zamordowali trzech miejscowych rolników.
W miejscowości działa założona w 1946 roku jednostka ochotniczej straży pożarnej. Od 2016 roku jednostka jest w posiadaniu lekkiego samochodu gaśniczego GLM 8 Żuk z 1983 roku.